# H-IIロケット5号機
H-IIロケット5号機は、宇宙開発事業団(NASDA)のH-IIロケットで6番目に打上げたものである。1998年2月21日に種子島宇宙センターから通信放送技術衛星(COMETS)「かけはし」を搭載して打ち上げたが、2段目エンジンのLE-5Aの燃焼が予定より早く停止し、衛星を静止トランスファ軌道へ投入するのに失敗した。
なお、打上げ順番の変更で、6号機を先に打ち上げたため機体番号と打上げ順番はずれている。

## 打上げの経過
1段目および2段目の第1回燃焼は予定通り終了した。しかし、ペイロードを静止トランスファ軌道に乗せるための第2回燃焼は計画通り打上げ後23分30秒から開始されたものの、予定の190秒間に対し47秒間で燃焼を停止した。その後衛星の切り放しが、計画した時刻に近い打上げ後27分18秒に自動的に行われた。
この燃焼時間不足の結果として、衛星は静止トランスファ軌道には到達できず、近地点約250km、遠地点約1,900km、軌道傾斜角約30度の低軌道に投入された。

## 事故の原因
テレメータデータ解析から、2段目エンジンのLE-5Aの早期停止の原因は、
1. 燃焼室下部の、ノズルスカートを冷却する冷却管相互をろう付けした部分が破断
2. 破断部から高温の燃焼ガスが側面に漏出
3. 漏出したガスの熱でエンジン制御電子装置の電源配線が溶断
4. 電源断によりエンジンに燃料を送り込む配管の電磁弁が閉鎖してエンジン停止

という段階が起こったと推定された。

## 失敗の影響

### 衛星
ペイロードの通信放送技術衛星(COMETS)の打上げ目的は、以下の技術開発とそれらの実験・実証を行うものであった。
- 高度移動体衛星通信技術
- 衛星間通信技術
- 高度衛星放送技術
- 多周波数帯インテグレーション技術
- 大型静止衛星の高性能化技術

到達した低軌道から静止トランスファ軌道を経て静止軌道へ投入することは、この衛星のアポジモーターの推力と燃料だけでは不可能であった。このため、当初予定した通信実験ミッションのうちいくつかを断念した。実施可能な実験を行うための軌道に移す7回の軌道変更が行われ、最終的には1998年5月30日遠地点高度約17,700km、近地点高度約473km、軌道傾斜角約30度の2日9周回の準回帰軌道に落ち着いた。
その後、地上の模擬衛星局を通信相手にした通信実験などが行われ、全実験が終了した1999年8月6日をもって運用を終了、衛星は動作を停止された。

### H-IIおよびH-IIAロケット
以後打ち上げる予定であった7号機については、LE-5Aエンジンのより精密な非破壊検査を行い、ろう付け部の欠陥が無いことを確認した上で使用することになった。また、H-IIロケット8号機はH-IIAロケットと同じLE-5Bエンジンを使用しており、構造が異なるため同部位では同様な事故は起こらないが、他のろう付け部分に関しての検査を行うことになった。
打ち上げは8号機が先に行われたが、5号機と異なる部位（一段のLE-7）の不具合による指令破壊になったため、成果を発揮する前にその役目を終えた。また、5号機と8号機の連続失敗を受けて7号機の打ち上げは中止された。

## 関連記事
- 宇宙開発事業団
- H-IIロケット
- H-IIロケット8号機
- H-IIAロケット6号機
- ロケット
- 宇宙開発